# جون لوك (سياسي كندي)
جون لوك هو سياسي كندي، ولد في 15 سبتمبر 1825 في Lockes Island ‏ في كندا، وتوفي في 12 ديسمبر 1873 في Lockeport ‏ في كندا. نشط حزبياً في الحزب الليبرالي الكندي. وقد انتخب عضو مجلس الشيوخ الكندي ‏.